# Batman: Knightfall
Pour les articles homonymes, voir Knightfall.
Knightfall est un crossover regroupant plusieurs séries de comics de l’univers de Batman. Il s'agit d'un arc narratif fondateur dans l’histoire de ce personnage.
Sous le titre générique Knightfall sont en fait regroupés trois crossover successifs : Knightfall, Knightquest et KnightsEnd. Ces comics sont publiés par DC entre avril 1993 et août 1994 ; la traduction en français est publiée par Urban Comics dans 5 recueils de 2012 à 2014.
Christopher Nolan s'est inspiré de ce comic pour l'histoire du film The Dark Knight Rises.

## Auteurs
- Scénario : Chuck Dixon, Jo Duffy, Alan Grant, Dennis O’Neil et Doug Moench
- Dessin : Jim Aparo, Jim Balent, Eduardo Barreto (en), Bret Blevins (en), Norm Breyfogle, Vincent Giarrano, Tom Grummett, Klaus Janson, Barry Kitson, Mike Manley (en), Graham Nolan (en), Sal Velluto, Mike Vosburg (en) et Ron Wagner

## Synopsis
Batman est physiquement et psychologiquement usé[réf. nécessaire]. Bane arrive à Gotham avec pour objectif de briser le héros. Il libère les dangereux prisonniers d'Arkham, achevant à petit feu le chevalier noir, ne laissant plus à Bane que le soin de l'achever personnellement.

## Histoire

### Prélude
Le prélude à Knightfall commence en fait avec l’introduction de deux nouveaux personnages :
- Azrael, qui a fait son apparition dans les pages de Batman: The Sword of Azrael (octobre 1992 à janvier 1993) par Dennis O'Neil et Joe Quesada.
- Bane qui a fait son apparition dans les pages de Batman: Vengeance of Bane (janvier 1993) par Chuck Dixon et Graham Nolan.

Ces deux personnages devinrent récurrents, Azrael faisant même équipe avec Batman. Bane quant à lui, devint un redoutable ennemi de Batman. Dans Batman #491, il libère tous les prisonniers de l’Asile d'Arkham et leur procure même diverses armes. Toutefois, ce numéro ne fait pas partie intégrante de l’histoire Knightfall.

### Knightfall
L’intrigue principale de Knightfall commence cependant avec l’évasion de tous les criminels. Le plan de Bane consistait à affaiblir Batman le plus possible en l’obligeant à affronter ses pires ennemis en même temps.
Cet événement a aussi créé un conflit entre Tim Drake et Batman, ce dernier voulant faire face seul à ce problème.
Après avoir été éprouvé physiquement et mentalement par les attaques conjointes du Joker et de l’Épouvantail, Batman se retrouve dans un état d’affaiblissement extrême. Au même moment, Bane avait réussi à deviner l’identité secrète de Batman. Ainsi, Bane profite de cette période pour attaquer. Batman #497 marque un tournant dans l’histoire de Batman, ce dernier se faisant briser la colonne vertébrale par Bane. Batman ainsi mis à l’écart, Bane prend le contrôle de la pègre de Gotham City.
Bruce Wayne se voit obligé de demander l’aide de Jean-Paul Valley. Ce dernier enfile le costume de Batman afin de protéger Gotham. Tim Drake cependant voit d’un mauvais œil cette décision et fait savoir à Bruce Wayne qu’il aurait préféré que Dick Grayson enfile le costume de Batman. Toutefois, cette décision est motivée par le fait que Bruce ne voulait pas que Dick ait à affronter Bane.
Peu après ces incidents, le Dr Shondra Kinsolving et Jack Drake, le père de Tim, se font kidnapper. Bruce Wayne et Alfred quittent le pays afin de retrouver leur trace. Ces évènements sont retracés dans Knightquest: The Search, alors que Knightquest : The Crusade, relate ce qui se passe à Gotham dans la même période.
Jean-Paul, prenant son rôle de Batman de plus en plus au sérieux, apporte des modifications au costume, devient de plus en plus paranoïaque et se méfie même de Robin. Dans Batman #500, Jean-Paul arrive toutefois à vaincre Bane.

## Personnages
- Batman
- Bane
- Azrael
- Robin
- Catwoman
- Alfred Pennyworth

## Publication

### Trade Paperbacks
- Batman: Knightfall, Part One: Broken Bat (regroupe Batman vol. 1 #491–497 et Detective Comics vol. 1 #659–663, septembre 1993) : recueil d'aventures qui retracent le premier affrontement entre Batman et Bane. Obsédé par Batman (au point de ressentir instinctivement qu'il est également Bruce Wayne), Bane entreprend de détruire le justicier de Gotham tant du point de vue psychologique que physique. Dans ce but, il attaque l'asile-prison d'Arkham et libère tous les prisonniers parmi lesquels figurent les pires ennemis de la ville (le Joker, le Chapelier fou, Killer Croc, le Sphinx, Poison Ivy, etc.). S'ensuit une terrible course poursuite où Batman use jusqu'au bout ses ressources physiques, psychologiques, perdant peu à peu, ses moyens, sa lucidité puis ses principes. Embusqué, Bane observe et attend son heure…
- Batman: Knightfall, Part Two: Who Rules the Night (regroupe Batman vol. 1 #498–500, Detective Comics vol. 1 #664–666, Shadow of the Bat #16–18 et extraits de Showcase ’93 #7–8, 1993) : suite de cette série où brisé, Bruce Wayne doit laisser la cape de Batman à Azrael qui, s'il se révèle à la hauteur en tant que combattant, inquiète par son excessive brutalité et son entêtement à vouloir affronter Bane malgré l'interdiction formelle de Wayne…
- Batman: Knightfall, Part Three: KnightsEnd (regroupe Batman vol. 1 #509–510, Shadow of the Bat #29–30, Detective Comics vol. 1 #676–677, Legends of the Dark Knight #62–63 et Catwoman vol. 2 #12, juin 1995)

### Recueils en français
1. La Chute (juillet 2012,  (ISBN 978-2-36577-076-7))
2. Le Défi (novembre 2012,  (ISBN 978-2-36577-128-3))
3. La Croisade (février 2013,  (ISBN 978-2-36577-184-9))
4. La Quête (septembre 2013,  (ISBN 978-2-36577-255-6))
5. La Fin (janvier 2014,  (ISBN 978-2-36577-336-2))

### Éditeurs
- DC Comics : première édition en V.O.
  - Batman #491 à 510
  - Detective Comics #659 à 677
- Urban Comics (collection « DC classiques ») : tomes 1 à 5 (première édition française)

## Chronologie de lecture
Knightfall est une saga qui s'est déroulée dans de nombreux comics. La chronologie de lecture est donc assez complexe.
| Knightfall | Knightquest | Knightquest                                                                                                | KnightsEnd | Aftermath |
| --- | --- | --- | --- | --- |
| Prologue (Fev-Avril 1993) | The Crusade / La croisade (Oct 1993-Juin 1994) | The Search (Oct 1993-Juin 1994)                                                                            | (Juil.-août 1994) | (août 1994-février 1995) |
| - Batman #489 - Batman #490 - Batman #491 | - Detective Comics #667-668 - Robin #1 - Shadow of the Bat #19-20 - Batman #501-502 - Detective Comics #669 - Catwoman #6 - Batman #503-504 - Catwoman #7 - Detective Comics #670 - Shadow of the Bat #24-25 - Detective Comics #671-673 - Batman #505 - Shadow of the Bat #26-27 - Batman #506-507 - Detective Comics #674 - Batman #508 - Shadow of the Bat #28 - Detective Comics #675 - Robin #7 | - Justice League Task Force #5-6 - Shadow of the Bat #21-23 - Legends of the Dark Knight #59-61 - Robin #7 | - Batman #509 - Shadow of the Bat #29 - Detective Comics #676 - Legends of the Dark Knight #62 - Robin #8 - Catwoman #12 - Batman #510 - Shadow of the Bat #30 - Detective Comics #677 - Legends of the Dark Knight #63 | - Robin #9 - Catwoman #13 - Showcase '94 #10 |
| Broken Bat / La chute (mai-Fin juillet 1993) | - Detective Comics #667-668 - Robin #1 - Shadow of the Bat #19-20 - Batman #501-502 - Detective Comics #669 - Catwoman #6 - Batman #503-504 - Catwoman #7 - Detective Comics #670 - Shadow of the Bat #24-25 - Detective Comics #671-673 - Batman #505 - Shadow of the Bat #26-27 - Batman #506-507 - Detective Comics #674 - Batman #508 - Shadow of the Bat #28 - Detective Comics #675 - Robin #7 | - Justice League Task Force #5-6 - Shadow of the Bat #21-23 - Legends of the Dark Knight #59-61 - Robin #7 | - Batman #509 - Shadow of the Bat #29 - Detective Comics #676 - Legends of the Dark Knight #62 - Robin #8 - Catwoman #12 - Batman #510 - Shadow of the Bat #30 - Detective Comics #677 - Legends of the Dark Knight #63 | Prodigal (novembre 1994-janvier 1995) |
| - 1: Batman #492 - 2: Detective Comics #659 - 3: Batman #493 - 4: Detective Comics #660 - 5: Batman #494 - 6: Detective Comics #661 - 7: Batman #495 - 8: Detective Comics #662 - 9: Batman #496 - 10: Detective Comics #663 - 11: Batman #497 | - Detective Comics #667-668 - Robin #1 - Shadow of the Bat #19-20 - Batman #501-502 - Detective Comics #669 - Catwoman #6 - Batman #503-504 - Catwoman #7 - Detective Comics #670 - Shadow of the Bat #24-25 - Detective Comics #671-673 - Batman #505 - Shadow of the Bat #26-27 - Batman #506-507 - Detective Comics #674 - Batman #508 - Shadow of the Bat #28 - Detective Comics #675 - Robin #7 | - Justice League Task Force #5-6 - Shadow of the Bat #21-23 - Legends of the Dark Knight #59-61 - Robin #7 | - Batman #509 - Shadow of the Bat #29 - Detective Comics #676 - Legends of the Dark Knight #62 - Robin #8 - Catwoman #12 - Batman #510 - Shadow of the Bat #30 - Detective Comics #677 - Legends of the Dark Knight #63 | - Batman #512 - Shadow of the Bat #32 - Detective Comics #679 - Robin #11 - Batman #513 - Shadow of the Bat #33 - Detective Comics #680 - Robin #12 - Batman #514 - Shadow of the Bat #34 - Detective Comics #681 - Robin #13 |
| Who Rules the Night / Le défi (Fin Juil.-Oct 1993) | - Detective Comics #667-668 - Robin #1 - Shadow of the Bat #19-20 - Batman #501-502 - Detective Comics #669 - Catwoman #6 - Batman #503-504 - Catwoman #7 - Detective Comics #670 - Shadow of the Bat #24-25 - Detective Comics #671-673 - Batman #505 - Shadow of the Bat #26-27 - Batman #506-507 - Detective Comics #674 - Batman #508 - Shadow of the Bat #28 - Detective Comics #675 - Robin #7 | - Justice League Task Force #5-6 - Shadow of the Bat #21-23 - Legends of the Dark Knight #59-61 - Robin #7 | - Batman #509 - Shadow of the Bat #29 - Detective Comics #676 - Legends of the Dark Knight #62 - Robin #8 - Catwoman #12 - Batman #510 - Shadow of the Bat #30 - Detective Comics #677 - Legends of the Dark Knight #63 | Troika (février 1995) |
| - 12: Detective Comics #664 - 13: Showcase '93 #7 - 14: Showcase '93 #8 - 15: Batman #498 - 16: Detective Comics #665 - Shadow of the Bat #16-18 - 17: Batman #499 - 18: Detective Comics #666 - 19: Batman #500                               | - Detective Comics #667-668 - Robin #1 - Shadow of the Bat #19-20 - Batman #501-502 - Detective Comics #669 - Catwoman #6 - Batman #503-504 - Catwoman #7 - Detective Comics #670 - Shadow of the Bat #24-25 - Detective Comics #671-673 - Batman #505 - Shadow of the Bat #26-27 - Batman #506-507 - Detective Comics #674 - Batman #508 - Shadow of the Bat #28 - Detective Comics #675 - Robin #7 | - Justice League Task Force #5-6 - Shadow of the Bat #21-23 - Legends of the Dark Knight #59-61 - Robin #7 | - Batman #509 - Shadow of the Bat #29 - Detective Comics #676 - Legends of the Dark Knight #62 - Robin #8 - Catwoman #12 - Batman #510 - Shadow of the Bat #30 - Detective Comics #677 - Legends of the Dark Knight #63 | - Batman #515 - Shadow of the Bat #35 - Detective Comics #682 - Robin #14 |